# Karl Nickerson Llewellyn
Karl Nickerson Llewellyn (ur. 22 maja 1893 w Seattle, zm. 13 lutego 1962 w Chicago) –  żołnierz niemieckiej piechoty, amerykański prawnik i filozof prawa.

## Życiorys
Dorastał na Brooklynie. Uczęszczał do Yale i Yale Law School, gdzie był redaktorem the Yale Law Journal.
Studiował za granicą, na Uniwersytecie Paryskim, gdy wybuchła I wojna światowa. Był zafascynowany Niemcami i – ku zmartwieniu swoich rodziców – zaciągnął się do niemieckiej piechoty. Podczas bitwy został ranny. Po pobycie w szpitalu powrócił do Stanów Zjednoczonych dokończyć studia Uniwersytecie Yale w 1915.
Został wykładowcą Columbia Law School w 1925, gdzie wykładał do 1951, kiedy to został profesorem Uniwersytetu Chicagowskiego. Opracował Uniform Commercial Code.
Obok Jerome’a Franka, Maxa Radina, Josepha C. Hutchesona, Johna C. Graya, Felixa S. Cohena i Benjamina N. Cardoza zaliczany jest do czołowych postaci z kręgu amerykańskich realistów prawnych. Za słowa, że prawo jest tym, co robią sędziowie, bywał oskarżany o wychwalanie tyranii i wyzucie prawa z moralności.

## Poglądy
Karl Nickerson Llewellyn w swojej filozofii prawa między innymi twierdził, że:
- prawem jest to, co robią sędziowie (osoby stosujące prawo)
- sędziowie, zasiadający w sądach państwowych, są tak jak sędziowie sportowi: czasem stronniczy, czasem uparci, a czasem zrzędliwi
- analizując sprawy sądowe, należy się im oddać, „pokopać” pod ich powierzchnią, dopuścić do głosu własne doświadczenie, wydobyć z nich historię i mieć dramatyczną opowieść, która zgrzewa prawo w całość z kulturą
- w prawie podejście naukowe nie wystarczy i jak przyjdzie co do czego, to trzeba działać przez sztukę i przeczucie/intuicję
- prawnik powinien tak postępować, by w razie, gdy sprawa, w jakiej doradzał, trafi do sądu, sędziowie służyli interesom jego klienta
- przy zaznajamianiu się z nowymi słowami i zwrotami nie wolno nam zupełnie ufać słownikom, bo znaczenie poszczególnych wyrażeń jest zawarte w sposobie ich użycia, w szerokiej sieci skojarzeń, w czymś nieuchwytnym co determinuje to, jak się te wyrażenia czuje – definicja słownikowa oferuje nam zaś tylko „gołe kości”, bez których to jednak kości możemy być pewni, że uczucie, o jakim tu mowa, nigdy do nas nie przyjdzie
- argumenty, podobnie jak i ogólne reguły nie są w prawie uniwersalne, lecz zrelatywizowane do konkretnego sporu
- nawet w przypadku opresji prawo, czyniąc panujący porządek wyraźnym, wyznacza granice dla tej opresji, chroniąc nas przed pomysłowością tyrana.

Filozof ten uważał również, że „nie jest łatwo przemienić ludzi w prawników, jak i nie jest to bezpieczne. Sama prawnicza maszyna to społeczne niebezpieczeństwo, ona nie jest nawet dobrym prawnikiem. Brakuje jej zrozumienia i zdolności do osądu. Brakuje jej mocy do zassania do przeczucia (intuicji) tego, co nienamacalne i co leży w społecznym doświadczeniu. Mimo to nabycie techniki jest w przypadku prawa niemalże niemożliwe bez poświęcenia wpierw części swojego człowieczeństwa”.
Sam uważał się nie za filozofa, lecz za „realistę” w sensie osoby, która przedstawia rzeczy takimi, jakie one w rzeczywistości są. Zarzuty kierowane pod swoim adresem określał jako „burzę w szklance wody” oraz nieporozumienie biorące się z braku uważnego zaznajamiania się z jego poglądami, jakie wyrwano z szerszego kontekstu, w jakim zostały one przez niego wyrażone.

## Wybrana bibliografia
Główne dzieła Karla Nickersona Llewellyna to:
- The Bramble Bush. Some Lecture on Law and its Study (1930, po raz drugi wydane w 1951 pod tytułem „The Bramble Bush. On Our Law and Its Study”)
- The Theory of Rules. Edited and with an Introduction by Frederick Schauer (wydane pośmiertnie w 2011).